# Parco Solferino
Il Parco Solferino è un Parco Locale di Interesse Sovracomunale (PLIS), riconosciuto nel 2005 (con delibera del Consiglio Provinciale n° 277 del 27/10/2005) e si trova in Lombardia, nel comune di Solferino, nella Provincia di Mantova.
Il parco è contiguo al Parco Colline Moreniche di Castiglione.